# Irredentismo italiano en Niza

Escudo de armas del Nizzardo (Condado de Niza)

El irredentismo italiano en Niza fue un movimiento político que apoyaba la anexión del Condado de Niza al Reino de Italia.
Según algunos nacionalistas italianos y fascistas como Ermanno Amicucci, la población italoparlante en el Condado de Niza (en italiano: Nizza) era la mayoría de la población del condado hasta la mitad del siglo XIX. Aun así, lingüistas y nacionalistas franceses argumentaban que tanto el occitano como el Ligurio eran las lenguas más habladas en Niza.
Durante la unificación italiana, en 1860, la Casa de Savoya permitió al Segundo Imperio francés  anexionarse Niza desde el Reino de Cerdeña a cambio del apoyo francés en su intento de unificar el país. Consecuentemente, Niza se excluyó del movimiento unificador, y la región se reconoce desde entonces como en su mayoría de habla francesa.